# Dia de l'Orgull Friqui
El dia de l'orgull friqui és una iniciativa popular que intenta reivindicar el dret a ser friqui de qualsevol persona que ho desitgi.
Va sorgir quan al web Univers Marvel, un usuari (sota el sobrenom de Buebo) discutí el fet que qualsevol friqui pogués o no denominar-se així; i el desig i el dret dels friquis i les activitats considerades friquis, com llegir còmics o jugar a rol, foren reconegudes per la societat i no menyspreades. Així, amb la creació d'aquest dia, els friquis desitgen demostrar que no són un grup minoritari. La tria de la data, el dia 25 de maig, es va fer perquè aquell dia, de 1977, es va celebrar l'estrena als EUA de la primera pel·lícula de La Guerra de les Galàxies. També es recorda a Douglas Adams, autor de la Guia de l'Autoestopista Galàctic, coincidint aquesta data amb el Dia de la tovallola. La celebració va arribar a l'Estat Espanyol, l'any 2006, iniciant-se a la ciutat de Barcelona el 2005. Des d'aleshores se celebra aquest dia fent trobades i altres activitats

## Temes relacionats
- Dia de la tovallola
- Triangle friqui de Barcelona